# Lockinge Stakes
Groupe I
Le Lockinge Stakes est une course hippique de plat se déroulant au mois de mai sur l'hippodrome de Newbury, en Angleterre.
Créée en 1958, c'est une course réservée aux chevaux de 4 ans et plus, disputée sur environ 1 609 mètres (1 mile) en ligne droite. Son allocation s'élève à £ 350 000. Lors de l'introduction du système des groupes en 1971, la course est labellisée groupe 2. Après un intermède groupe 3 en 1984 et 1985, elle le reste jusqu'en 1995, année où elle est fermée aux 3 ans et passe au niveau groupe 1.

## Palmarès
| Année | Vainqueur                                                      | S/A                                                            | Pays                                                           | Père                                                           | Jockey                                                         | Entraîneur                                                     | Propriétaire                                                   | Deuxième                                                       | Troisième                                                      | Temps                                                          |
| ----- | -------------------------------------------------------------- | -------------------------------------------------------------- | -------------------------------------------------------------- | -------------------------------------------------------------- | -------------------------------------------------------------- | -------------------------------------------------------------- | -------------------------------------------------------------- | -------------------------------------------------------------- | -------------------------------------------------------------- | -------------------------------------------------------------- |
| 2025  | Lead Artist                                                    | M.4                                                            | Royaume-Uni                                                    | Dubawi                                                         | Oisin Murphy                                                   | John & Thady Gosden                                            | Juddmonte Farms                                                | Dancing Gemini                                                 | Rosallion                                                      | 1'35"06                                                        |
| 2024  | Audience                                                       | H.5                                                            | Royaume-Uni                                                    | Iffraaj                                                        | Rob Havlin                                                     | John & Thady Gosden                                            | Cheveley Park Stud                                             | Charyn                                                         | Witch Hunter                                                   | 1'35"29                                                        |
| 2023  | Modern Games                                                   | M.4                                                            | Royaume-Uni                                                    | Dubawi                                                         | William Buick                                                  | Charlie Appleby                                                | Godolphin                                                      | Chindit                                                        | Berkshire Shadow                                               | 1'36"09                                                        |
| 2022  | Baaeed                                                         | M.4                                                            | Royaume-Uni                                                    | Sea the Stars                                                  | Jim Crowley                                                    | William Haggas                                                 | Shadwell Estate Co. Ltd                                        | Real World                                                     | Chindit                                                        | 1'35"71                                                        |
| 2021  | Palace Pier                                                    | M.4                                                            | Royaume-Uni                                                    | Kingman                                                        | Lanfranco Dettori                                              | John Gosden                                                    | Hamdane Bin M. Al Maktoum                                      | Lady Bowthorpe                                                 | Top Rank                                                       | 1'40"96                                                        |
| 2020  | Course non disputée (confinement dû à la pandémie de Covid-19) | Course non disputée (confinement dû à la pandémie de Covid-19) | Course non disputée (confinement dû à la pandémie de Covid-19) | Course non disputée (confinement dû à la pandémie de Covid-19) | Course non disputée (confinement dû à la pandémie de Covid-19) | Course non disputée (confinement dû à la pandémie de Covid-19) | Course non disputée (confinement dû à la pandémie de Covid-19) | Course non disputée (confinement dû à la pandémie de Covid-19) | Course non disputée (confinement dû à la pandémie de Covid-19) | Course non disputée (confinement dû à la pandémie de Covid-19) |
| 2019  | Mustashry                                                      | H.6                                                            | Royaume-Uni                                                    | Tamayuz                                                        | Jim Crowley                                                    | Sir Michael Stoute                                             | Hamdan Al Maktoum                                              | Laurens                                                        | Accidental Agent                                               | 1'35"80                                                        |
| 2018  | Rhododendron                                                   | F.4                                                            | Irlande                                                        | Galileo                                                        | Ryan Moore                                                     | Aidan O'Brien                                                  | Smith, Magnier & Tabor                                         | Lightning Spear                                                | Lancaster Bomber                                               | 1'35"07                                                        |
| 2017  | Ribchester                                                     | M.4                                                            | Royaume-Uni                                                    | Iffraaj                                                        | William Buick                                                  | Richard Fahey                                                  | Godolphin                                                      | Lightning Spear                                                | Breton Rock                                                    | 1'43"00                                                        |
| 2016  | Belardo                                                        | M.4                                                            | Royaume-Uni                                                    | Lope de Vega                                                   | Andrea Atzeni                                                  | Roger Varian                                                   | Godolphin                                                      | Euro Charline                                                  | Endless Drama                                                  | 1'38"18                                                        |
| 2015  | Night of Thunder                                               | M.4                                                            | Royaume-Uni                                                    | Dubawi                                                         | Franck Dunne                                                   | Richard Hannon                                                 | Godolphin                                                      | Toormore                                                       | Arod                                                           | 1'38"09                                                        |
| 2014  | Olympic Glory                                                  | M.4                                                            | Royaume-Uni                                                    | Choisir                                                        | Lanfranco Dettori                                              | Richard Hannon                                                 | Al Shaqab Racing                                               | Tullius                                                        | Verrazano                                                      | 1'38"98                                                        |
| 2013  | Farhh                                                          | M.5                                                            | Royaume-Uni                                                    | Pivotal                                                        | Silvestre de Sousa                                             | Saeed bin Suroor                                               | Godolphin                                                      | Sovereign Debt                                                 | Aljamaaheer                                                    | 1'35"43                                                        |
| 2012  | Frankel                                                        | M.4                                                            | Royaume-Uni                                                    | Galileo                                                        | Tom Queally                                                    | Henry Cecil                                                    | Khalid Abdullah                                                | Excelebration                                                  | Dubawi Gold                                                    | 1'38"14                                                        |
| 2011  | Canford Cliffs                                                 | M.4                                                            | Royaume-Uni                                                    | Tagula                                                         | Richard Hughes                                                 | Richard Hannon                                                 | Heffer Syndicate                                               | Worthadd                                                       | Premio Loco                                                    | 1'36"52                                                        |
| 2010  | Paco Boy                                                       | M.5                                                            | Royaume-Uni                                                    | Desert Style                                                   | Richard Hughes                                                 | Richard Hannon                                                 | The Calvera Partnership                                        | Ouqba                                                          | Lord Shanakill                                                 | 1'37"31                                                        |
| 2009  | Virtual                                                        | M.4                                                            | Royaume-Uni                                                    | Pivotal                                                        | Jimmy Fortune                                                  | John Gosden                                                    | Cheveley Park Stud                                             | Alexandros                                                     | Twice Over                                                     | 1'40"32                                                        |
| 2008  | Creachadoir                                                    | M.4                                                            | Royaume-Uni                                                    | King's Best                                                    | Frankie Dettori                                                | Saeed bin Suroor                                               | Godolphin                                                      | Phoenix Tower                                                  | Tariq                                                          | 1'38"70                                                        |
| 2007  | Red Evie                                                       | F.4                                                            | Royaume-Uni                                                    | Intikhab                                                       | Jamie Spencer                                                  | Michael Bell                                                   | Terry Neill                                                    | Ramonti                                                        | Passager                                                       | 1'40"43                                                        |
| 2006  | Peeress                                                        | F.6                                                            | Royaume-Uni                                                    | Pivotal                                                        | Kieren Fallon                                                  | Sir Michael Stoute                                             | Cheveley Park Stud                                             | Majors Cast                                                    | Court Masterpiece                                              | 1'44"57                                                        |
| 2005  | Rakti                                                          | M.6                                                            | Italie                                                         | Polish Precedent                                               | Philip Robinson                                                | Michael Jarvis                                                 | Gary Tanaka                                                    | Mac Love                                                       | Hurricane Alan                                                 | 1'33"59                                                        |
| 2004  | Russian Rhythm                                                 | F.4                                                            | Royaume-Uni                                                    | Kingmambo                                                      | Kieren Fallon                                                  | Sir Michael Stoute                                             | Cheveley Park Stud                                             | Salselon                                                       | Norse Dancer                                                   | 1'37"00                                                        |
| 2003  | Hawk Wing                                                      | M.4                                                            | Irlande                                                        | Woodman                                                        | Michael Kinane                                                 | Aidan O'Brien                                                  | Sue Magnier                                                    | Where Or When                                                  | Olden Times                                                    | 1'36"78                                                        |
| 2002  | Keltos                                                         | M.4                                                            | France                                                         | Kendor                                                         | Olivier Peslier                                                | Carlos Laffon-Parias                                           | Gary Tanaka                                                    | Noverre                                                        | Olden Times                                                    | 1'38"69                                                        |
| 2001  | Medicean                                                       | M.4                                                            | Royaume-Uni                                                    | Machiavellian                                                  | Kieren Fallon                                                  | Sir Michael Stoute                                             | Cheveley Park Stud                                             | Warningford                                                    | Swallow Flight                                                 | 1'45"39                                                        |
| 2000  | Aljabr                                                         | M.4                                                            | Royaume-Uni                                                    | Storm Cat                                                      | Frankie Dettori                                                | Saeed bin Suroor                                               | Godolphin                                                      | Trans Island                                                   | Indian Lodge                                                   | 1'37"64                                                        |
| 1999  | Fly to the Stars                                               | M.5                                                            | Royaume-Uni                                                    | Bluebird                                                       | Willie Supple                                                  | Saeed bin Suroor                                               | Godolphin                                                      | Jim And Tonic                                                  | Almushtarak                                                    | 1'39"64                                                        |
| 1998  | Cape Cross                                                     | M.4                                                            | Royaume-Uni                                                    | Green Desert                                                   | Daragh O'Donohoe                                               | Saeed bin Suroor                                               | Godolphin                                                      | Poteen                                                         | Centre Stalls                                                  | 1'35"33                                                        |
| 1997  | First Island                                                   | M.5                                                            | Royaume-Uni                                                    | Dominion                                                       | Michael Hills                                                  | Geoff Wragg                                                    | Mollers Racing                                                 | Ali-Royal                                                      | Even Top                                                       | 1'40"04                                                        |
| 1996  | Soviet Line                                                    | H.6                                                            | Royaume-Uni                                                    | Soviet Star                                                    | Richard Quinn                                                  | Michael Stoute                                                 | Maktoum Al Maktoum                                             | Charnwood Forest                                               | Spectrum                                                       | 1'44"22                                                        |
| 1995  | Soviet Line                                                    | H.5                                                            | Royaume-Uni                                                    | Soviet Star                                                    | Walter Swinburn                                                | Michael Stoute                                                 | Maktoum Al Maktoum                                             | Young Ern                                                      | Missed Flight                                                  | 1'36"96                                                        |
| 1994  | Emperor Jones                                                  | M.4                                                            | Royaume-Uni                                                    | Danzig                                                         | Frankie Dettori                                                | John Gosden                                                    | Cheikh Mohammed                                                | Alflora                                                        | Missed Flight                                                  | 1'35"76                                                        |
| 1993  | Swing Low                                                      | F.4                                                            | Royaume-Uni                                                    | Swing Easy                                                     | Lester Piggott                                                 | Richard Hannon                                                 | Roldvale Ltd                                                   | Wharf                                                          | Culture Vulture                                                | 1'39"31                                                        |
| 1992  | Selkirk                                                        | M.4                                                            | Royaume-Uni                                                    | Sharpen Up                                                     | Ray Cochrane                                                   | Ian Balding                                                    | George Strawbridge                                             | Lahib                                                          | Rudimentary                                                    | 1'36"99                                                        |
| 1991  | Polar Falcon                                                   | M.4                                                            | France                                                         | Nureyev                                                        | Lester Piggott                                                 | John Hammond                                                   | Cheveley Park Stud                                             | In The Groove                                                  | Candy Glen                                                     | 1'42"70                                                        |
| 1990  | Safawan                                                        | M.4                                                            | Royaume-Uni                                                    | Young Generation                                               | Walter Swinburn                                                | Michael Stoute                                                 | Cheveley Park Stud                                             | Distant Relative                                               | Monsagem                                                       | 1'36"42                                                        |
| 1989  | Most Welcome                                                   | M.5                                                            | Royaume-Uni                                                    | Be My Guest                                                    | Paul Eddery                                                    | Geoff Wragg                                                    | Sir Philip Oppenheimer                                         | Warning                                                        | Reprimand                                                      | 1'36"52                                                        |
| 1988  | Broken Hearted                                                 | M.4                                                            | Royaume-Uni                                                    | Dara Monarch                                                   | Richard Quinn                                                  | Paul Cole                                                      | Prince Fahd bin Salman                                         | Prince Rupert                                                  | Patriach                                                       | 1'39"41                                                        |
| 1987  | Then Again                                                     | M.4                                                            | Royaume-Uni                                                    | Jaazeiro                                                       | Ray Cochrane                                                   | Luca Cumani                                                    | R. J. Shannon                                                  | Vertige2                                                       | Hadeer                                                         | 1'37"71                                                        |
| 1986  | Scottish Reel                                                  | M.4                                                            | Royaume-Uni                                                    | Northfields                                                    | Walter Swinburn                                                | Michael Stoute                                                 | Cheveley Park Stud                                             | Teleprompter                                                   | Supreme Leader                                                 | 1'40"10                                                        |
| 1985  | Prismatic                                                      | M.3                                                            | Royaume-Uni                                                    | Manado                                                         | Paul Eddery                                                    | Henry Cecil                                                    | Lord Howard de Walden                                          | Teleprompter                                                   | Sarab                                                          | 1'38.60                                                        |
| 1984  | Cormorant Wood Wassl                                           | F.4 M.4                                                        | Royaume-Uni                                                    | Home Guard Mill Reef                                           | Steve Cauthen Willie Carson                                    | Barry Hills John Dunlop                                        | Bobby McAlpine Ahmed Al Maktoum                                |                                                                | Welsh Idol                                                     | 1'39"79                                                        |
| 1983  | Noalcoholic                                                    | M.6                                                            | Royaume-Uni                                                    | Nonoalco                                                       | George Duffield                                                | G. Pritchard-Gordon                                            | William du Pont III                                            | Valiyar                                                        | Rebollino                                                      |                                                                |
| 1982  | Motavato                                                       | M.4                                                            | Royaume-Uni                                                    | Apalachee                                                      | Steve Cauthen                                                  | Barry Hills                                                    | Robert Sangster                                                | Noalto                                                         | Beldale Lustre                                                 |                                                                |
| 1981  | Belmont Bay                                                    | M.4                                                            | France                                                         | Auction Ring                                                   | Lester Piggott                                                 | Henry Cecil                                                    | Daniel Wildenstein                                             | Hilal                                                          | Dalsaan                                                        | 1'45"90                                                        |
| 1980  | Kris                                                           | M.4                                                            | Royaume-Uni                                                    | Sharpen Up                                                     | Joe Mercer                                                     | Henry Cecil                                                    | Lord Howard de Walden                                          | Foveros                                                        | Hardgreen                                                      | 1'36"21                                                        |
| 1979  | Young Generation                                               | M.3                                                            | Royaume-Uni                                                    | Balidar                                                        | Greville Starkey                                               | Guy Harwood                                                    | Tony Ward                                                      | Skyliner                                                       | Formidable                                                     |                                                                |
| 1978  | Don                                                            | M.4                                                            | Royaume-Uni                                                    | Yellow God                                                     | Brian Rouse                                                    | Bill Elsey                                                     | Eugene Ryan                                                    | Camden Town                                                    | Ovac                                                           | 1'41"60                                                        |
| 1977  | Relkino                                                        | M.4                                                            | Royaume-Uni                                                    | Relko                                                          | Willie Carson                                                  | Dick Hern                                                      | Lady Beaverbrook                                               | Jellaby                                                        | Thieving Demon                                                 | 1'45"80                                                        |
| 1976  | El Rastro                                                      | H.6                                                            | France                                                         | Breakspear                                                     | Bill Pyers                                                     | Angel Penna                                                    | Daniel Wildenstein                                             | Dominion                                                       | Ardoon                                                         | 1'40"80                                                        |
| 1975  | Édition annulée en raison d'intempéries                        | Édition annulée en raison d'intempéries                        | Édition annulée en raison d'intempéries                        | Édition annulée en raison d'intempéries                        | Édition annulée en raison d'intempéries                        | Édition annulée en raison d'intempéries                        | Édition annulée en raison d'intempéries                        | Édition annulée en raison d'intempéries                        | Édition annulée en raison d'intempéries                        | Édition annulée en raison d'intempéries                        |
| 1974  | Boldboy                                                        | M.4                                                            | Royaume-Uni                                                    | Bold Lad                                                       | Joe Mercer                                                     | Dick Hern                                                      | Lady Beaverbrook                                               | El Rastro                                                      | Owen Dudley                                                    | 1'41"60                                                        |
| 1973  | Sparkler                                                       | M.5                                                            | Royaume-Uni                                                    | Hard Tack                                                      | Lester Piggott                                                 | Robert Armstrong                                               | Maria Mehl-Mülhens                                             | Yaroslav                                                       | Sun Prince                                                     | 1'39"30                                                        |
| 1972  | Brigadier Gerard                                               | M.4                                                            | Royaume-Uni                                                    | Queen's Hussar                                                 | Joe Mercer                                                     | Dick Hern                                                      | Jean Hislop                                                    | Grey Mirage                                                    | Gold Rod                                                       | 1'41"40                                                        |
| 1971  | Welsh Pageant                                                  | M.5                                                            | Royaume-Uni                                                    | Tudor Melody                                                   | Geoff Lewis                                                    | Noel Murless                                                   | Jim Joel                                                       | Joshua                                                         | Calpurnius                                                     | 1'37"70                                                        |
| 1970  | Welsh Pageant                                                  | M.4                                                            | Royaume-Uni                                                    | Tudor Melody                                                   | Sandy Barclay                                                  | Noel Murless                                                   | Jim Joel                                                       | Realm                                                          | Quebracho                                                      | 1'38"80                                                        |
| 1969  | Habitat                                                        | M.3                                                            | Royaume-Uni                                                    | Sir Gaylord                                                    | Ron Hutchinson                                                 | Fulke Johnson Houghton                                         | Charles Engelhard                                              | Jimmy Reppin                                                   | Tower Walk                                                     | 1'47"20                                                        |
| 1968  | Supreme Sovereign                                              | M.4                                                            | Royaume-Uni                                                    | Sovereign Path                                                 | Ron Hutchinson                                                 | Harry Wragg                                                    | Mrs R. Hodges                                                  | Rome                                                           | Morris Dancer                                                  | 1'49"00                                                        |
| 1967  | Bluerullah                                                     | M.4                                                            | Royaume-Uni                                                    | Valerullah                                                     | Bill Williamson                                                | Seamus McGrath                                                 | Seamus McGrath                                                 | Bold Lad                                                       | Kibenka                                                        | 1'42"80                                                        |
| 1966  | Silly Season                                                   | M.4                                                            | Royaume-Uni                                                    | Tom Fool                                                       | Geoff Lewis                                                    | Ian Balding                                                    | Paul Mellon                                                    | Great Nephew                                                   | Pally                                                          |                                                                |
| 1965  | Young Christopher                                              | M.4                                                            | Royaume-Uni                                                    | Royal Palm                                                     | Bill Williamson                                                | Freddie Maxwell                                                | J. McShane                                                     | Showdown                                                       | Roan Rocket                                                    |                                                                |
| 1964  | The Creditor                                                   | F.4                                                            | Royaume-Uni                                                    | Crepello                                                       | Lester Piggott                                                 | Noel Murless                                                   | Lady Sassoon                                                   | Young Christopher                                              | Passenger                                                      |                                                                |
| 1963  | Queen's Hussar                                                 | M.3                                                            | Royaume-Uni                                                    | March Past                                                     | Scobie Breasley                                                | Atty Corbett                                                   | Comte de Carnavon                                              | Cyrus                                                          | Romulus                                                        |                                                                |
| 1962  | Superstition                                                   | M.3                                                            | Royaume-Uni                                                    | Golden Cloud                                                   | David Morris                                                   | Cecil Boyd-Rochfort                                            | Hope Goddard Iselin                                            | Persian Wonder                                                 | Eagle                                                          |                                                                |
| 1961  | Prince Midge                                                   | M.3                                                            | Royaume-Uni                                                    | Prince Chevalier                                               | Duncan Keith                                                   | Jack Colling                                                   | Jakie Astor                                                    | Connaissance                                                   | Scotch Woodcock                                                |                                                                |
| 1960  | Sovereign Path                                                 | M.4                                                            | Royaume-Uni                                                    | Grey Sovereign                                                 | Lester Piggott                                                 | Ron Mason                                                      | Ron Mason                                                      | Connaissance                                                   | Babu                                                           |                                                                |
| 1959  | Pall Mall                                                      | M.4                                                            | Royaume-Uni                                                    | Palestine                                                      | Harry Carr                                                     | Cecil Boyd-Rochfort                                            | The Queen                                                      | Rexequus                                                       |                                                                |                                                                |
| 1958  | Pall Mall                                                      | M.3                                                            | Royaume-Uni                                                    | Palestine                                                      | Harry Carr                                                     | Cecil Boyd-Rochfort                                            | The Queen                                                      | Pipe of Peace                                                  | Angel Baby                                                     |                                                                |

## Précédents vainqueurs
- 1958 - Pall Mall
- 1959 - Pall Mall
- 1960 - Sovereign Path
- 1961 - Prince Midge
- 1962 - Superstition
- 1963 - Queen's Hussar
- 1964 - The Creditor
- 1965 - Young Christopher
- 1966 - Silly Season
- 1967 - Bluerullah
- 1968 - Supreme Sovereign
- 1969 - Habitat
- 1970 - Welsh Pageant
- 1971 - Welsh Pageant
- 1972 - Brigadier Gerard
- 1973 - Sparkler
- 1974 - Boldboy
- 1975 - no race
- 1976 - El Rastro
- 1977 - Relkino
- 1978 - Don II
- 1979 - Young Generation
- 1980 - Kris
- 1981 - Belmont Bay
- 1982 - Motavato
- 1983 - Noalcoholic
- 1984 - Cormorant Wood / Wassl
- 1985 - Prismatic
- 1986 - Scottish Reel